# マジカル頭脳パワー!! PARTY SELECTION
『マジカル頭脳パワー!! PARTY SELECTION』（マジカルずのうパワー パーティセレクション）は、VAPが1998年に発売したプレイステーション用ゲームソフトである。

## 概要
1990年から1999年まで日本テレビ系列で放送されたテレビ番組『マジカル頭脳パワー!!』を題材にしたゲームで、12コーナー20種類のゲームを収録。マルチタップを使用することで4人まで参加できる。また、パーティーツールのモードでは、リズム系のクイズの音楽を使用して遊べ、司会の板東英二や永井美奈子の声で正誤判定を行うことができる。発売元は、同局の子会社であり、当時ゲームソフトを販売していたVAPが担当。

## 主な収録ゲーム
- 超瞬間お手上げクイズ
- マジカルシャウト
  - 似たもの四択
  - まぎらわしい四択
  - 逆まぎらわしい四択
  - さかさま九九
  - とび石シャウト
  - ないもの探し
- マジカルインスピレーション
  - インスピアート
  - サウンドインスピレーション（一つの効果音を聞こえたように文字やテキストから表現する）
- エラーを探せ[1]
- マジカルカード
- 立体文字クイズ
- マジカルプッシュ 知らなきゃ押しつけろ!!
- あとだしジャンケン
- マジカルだるまさんがころんだ
- マジカルボタンチェンジ[2]
- マジカルプラス あわせていくつ?

## 主なキャラクター
- こうじ（今田耕司）
- りのこ（加藤紀子）
- かんぺい（間寛平）
- クイッキー（オリジナルキャラクター）
- オネスト（オリジナルキャラクター）
- アロン（オリジナルキャラクター）
- ワイズ（オリジナルキャラクター）
- ノントン（オリジナルキャラクター）
- カジマル（オリジナルキャラクター）
- エース（オリジナルキャラクター）

## パーティーツールで遊べるクイズ
- マジカルバナナ
- マジカルチェンジ
- マジカルミルク
- マジカル裏バナナ